# Інсула Арачелі

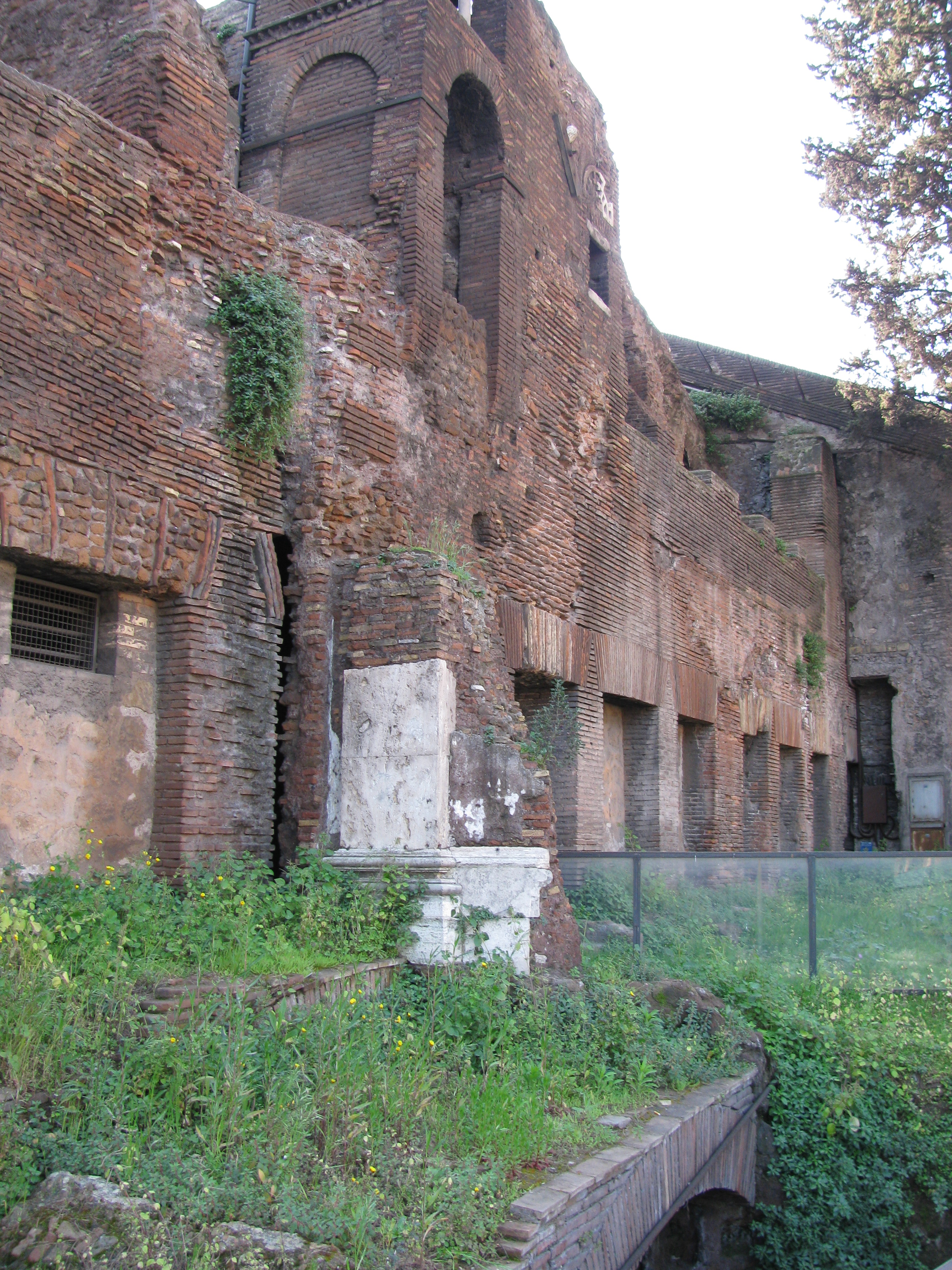

Інсула Арачелі — руїни багатоквартирного багатоповерхового житлового будинку в Римі. На сьогоднішній день ця інсула вважається найкраще збереженим житловим будинком в Римі і на території античної Римської імперії.
Руїни інсули, що датується II століттям, знаходяться біля північного краю Капітолія, на сучасному Via dell Teatro Marcello поблизу Piazza Aracoeli. На першому поверсі будинку розташовувалися лавки та майстерні, з'єднані з антресолями між першим та другим поверхами. Над ними було щонайменше ще 3 поверхи з квартирами, п'ятий поверх практично не зберігся.
Судячи з товщини стін та опису Тацита, інсула мала, можливо, ще принаймні 2 поверхи з дерев'яних конструкцій. Від фасаду, оздобленого аркадами, збереглися лише дві арки. На другому поверсі розташовувалися 2 великі квартири по 200 м² площею.
Перша згадка про цей будинок з'явилася в дорожніх записках капелана базиліки Сан-Лоренцо-ін-Дамасо в середині XVIII століття, в них вказувалися арочні конструкції та мозаїки. У 1930 інсула повністю розкопана, середньовічні і пізніші будівлі знесені, споруда відреставрована. Наступні реставраційні роботи було проведено у 1997-1998.
Будівля з часів античності зазнала безліч перебудов. Кампаніла та залишки апсиди, фрески були частиною церкви S. Biagio de Mercatello, яку у XVI столітті перебудували та присвятили Святому Ріту. У XVIII столітті церкву знову перебудовано, а у 1928-1930 знесено та у 1940 відновлено поблизу piazza Campitelli.